# Christian Death
Christian Death é uma banda de death rock formada em 1979 por Rozz Williams, em Los Angeles, Califórnia.
Após o lançamento do terceiro álbum, Ashes, em 1985, Williams deixou a banda e o então guitarrista Valor Kand o substituiu como vocalista principal.

## Biografia
Depois de ter tocado em algumas bandas de Los Angeles, o vocalista Rozz Williams fundou a banda Christian Death, em Outubro de 1979, quando tinha apenas 16 anos. James McGearty (baixo),  George Belanger (bateria) e Jay (guitarra) juntaram-se a Rozz. Em 1980 apareceram pela primeira vez em público.
No Verão de 1981, após um breve hiatus, a banda apresenta um novo membro: Rikk Agnew, guitarrista da banda The Adolescents, substitui Jay.

## Membros

### Fundadores
- Rozz Williams - vocais
- Rikk Agnew - guitarra
- James McGearty - baixo
- George Belanger - bateria

## Discografia

### com Rozz Williams
- 1984 - Deathwish (EP)
- 1982 - Only Theatre of Pain
- 1984 - Catastrophe Ballet
- 1984 - Catastrophe Ballet Live (ao vivo) - bootleg
- 1985 - Ashes
- 1986 - The Decomposition of Violets (ao vivo)
- 1986 - An Official Anthology Of Live Bootlegs
- 1990 - Heavens and Hells (ao vivo)
- 1992 - The Iron Mask
- 1993 - The Path of Sorrows
- 1993 - Tales Of Innocence, A Continued Anthology ...
- 1993 - Iconologia (ao vivo)
- 1993 - Sleepless Nights (ao vivo)
- 1994 - The Rage of Angels
- 1994 - The Doll's Theatre (ao vivo)

### com Valor Kand
- 1984 - Catastrophe Ballet
- 1984 - Catastrophe Ballet Live (ao vivo) - bootleg
- 1985 - Ashes
- 1986 - The Decomposition of Violets (ao vivo)

- 1985 - The Wind Kissed Pictures (EP)
- 1986 - Atrocities
- 1986 - An Official Anthology Of Live Bootlegs
- 1986 - The Scriptures
- 1987 - Jesus Christ Proudly Presents (ao vivo)
- 1988 - Sex and Drugs and Jesus Christ
- 1989 - The Heretics Alive  (ao vivo)
- 1989 - All the Love All the Hate (Part 1 - All the Love)
- 1989 - All The Love All The Hate (Part 2 - All the Hate)
- 1990 - Insanus, Ultio, Proditio, Misericordiaque
- 1990 - Past, Present And Forever
- 1993 - Tales Of Innocence, A Continued Anthology ...
- 1994 - Sexy Death God
- 1995 - Amen (ao vivo)
- 1996 - Prophecies
- 1998 - Pornographic Messiah
- 2000 - Born Again Anti-Christian
- 2007 - American Inquisition
- 2015 - The Root Of All Evilution ‎
- 2022 - Evil Becomes Rule